# Győrság, Győr-Moson-Sopron
Győrság  este un sat în districtul Győr, județul Győr-Moson-Sopron, Ungaria, având o populație de 1.464 de locuitori (2011). 

## Demografie
Componența etnică a satului Győrság
     Maghiari (95,75%)
     Romi (2,76%)
     Germani (1,12%)
     Necunoscut (0,37%)
     Alții (0,37%)
Componența confesională a satului Győrság
     Romano-catolici (53,07%)
     Reformați (14,48%)
     Luterani (6,63%)
     Fără religie (4,3%)
     Necunoscută (21,11%)
     Atei (0,41%)
     Alte religii (1,3%)
Conform recensământului din 2011, satul Győrság avea 1.464 de locuitori. Din punct de vedere etnic, majoritatea locuitorilor (95,75%) erau maghiari, existând și minorități de romi (2,76%) și germani (1,12%). Apartenența etnică nu este cunoscută în cazul a 0,37% din locuitori.  Din punct de vedere confesional, majoritatea locuitorilor (53,07%) erau romano-catolici, existând și minorități de reformați (14,48%), luterani (6,63%) și persoane fără religie (4,3%). Pentru 21,11% din locuitori nu este cunoscută apartenența confesională.